# Доня Ковачиця
45°45′ пн. ш. 16°59′ сх. д. / 45.75° пн. ш. 16.99° сх. д.
Доня Ковачиця (хорв. Donja Kovačica) — населений пункт у Хорватії, у Б'єловарсько-Білогорській жупанії у складі громади Великий Ґрджеваць.

## Населення
Населення за даними перепису 2011 року становило 278 осіб.
Динаміка чисельності населення поселення:
На 1991 рік 25,47 % мешканців (94 з 369) були чехами.